# Фрюксениус, Свен
Свен Ви́льхельм Хе́рман Фрюксе́ниус (англ. Sven Vilhelm Herman Fryksenius; род. 24 июня 1930) — шведский кёрлингист.
В составе мужской сборной Швеции по кёрлингу участник чемпионата мира 1966 (заняли четвёртое место). Чемпион Швеции среди мужчин, двукратный чемпион Швеции среди ветеранов.
Играл на позициях первого и второго.
В 1997 введён в Зал славы шведского кёрлинга (швед. Stora Curlare).
Вне кёрлинга работал дантистом.

## Достижения
- Чемпионат Швеции по кёрлингу среди мужчин: золото (1966).
- Чемпионат Швеции по кёрлингу среди ветеранов: золото (1989, 1993).

## Команды
| Сезон   | Четвёртый    | Третий       | Второй          | Первый              | Турниры                      |
| ------- | ------------ | ------------ | --------------- | ------------------- | ---------------------------- |
| 1965—66 | Ларс Драке   | Олле Евальт  | Уве Ингельс     | Свен Фрюксениус     | ЧШМ 1966 · ЧМ 1966 (4 место) |
| 1988—89 | Том Шеффер   | Сванте Эдман | Stig Johnson    | Свен Фрюксениус     | ЧШВ 1989                     |
| 1992—93 | Stig Johnson | Bo Möller    | Свен Фрюксениус | Carl-Gustaf Regårdh | ЧШВ 1993                     |

(скипы выделены полужирным шрифтом)